# Вознесенский храм (Люботин)
Вознесенская церковь — приходской храм Песочинского благочиния Харьковской епархии Украинской православной церкви в Старом Люботине Харьковской области. Освящён во имя Вознесения Господня.

## История
Первый храм в слободе Люботин, согласно «Историко-статистическому описанию Харьковской епархии» архиепископа Харьковского и Ахтырского Филарета (Гумилевского), построен в 1650-х годах.
В 1708 году в храме останавливался крестный ход с чудотворным образом Каплуновской иконы Божией Матери, следовавший в Харьков, где икону ожидал император Пётр І. В 1709-м, во время Русско-шведской войны по пути из Азова в Полтаву в день Вознесения Господня Пётр I посетил церковь в Люботине, где молился перед сражением со шведами.
Первые письменные упоминания о Люботинской церкви встречаются в записях Куряжского монастыря в 1696 и 1716 годах, а согласно переписи 1724 года, «показано при ней прихожан 233 двора» (842 мужчины и 760 женщин). Священник на то время — Симеон Литкевич.
В 1725 году начались метрики Пятницкой Люботинской церкви, освящённой во имя Параскевы Пятницы.
Примерно к 1741 году относится сохранившееся в архивах прошение проживавшего в Люботине судьи Харьковского слободского казачьего полка Александра Черноглазова о строительстве нового Пятницкого храма, но храм вскоре сгорел. Около 1750 года взамен сгоревшего был построен новый храм, тоже деревянный. По окончании строительства был дарован антиминс с подписью епископа Белгородского и Обоянского Иоасафа (Горленко): «В храм Св. Параскевы в с. Люботино».
В 1768—1775 годах духовенство сельских приходов Слобожанщины, в том числе храма Люботина, получило землю.
С 1789 года ведутся метрические книги в храме (о рождении, крещении, венчании, смерти).
Число прихожан: в 1770 году — 2549 человек (1323 мужчины и 1226 женщин); в 1790-м — 3004 человека (1508 мужчин и 1496 женщин); в 1800-м — 3210 человек (1600 мужчин и 1610 женщин); в 1830-м — 4241 человек (2068 мужчин и 2173 женщины).
17 февраля 1805 года в связи с увеличением населения был заложен новый каменный храм в честь великомученицы Параскевы. В это время штат церкви насчитывал двух священников (К. Залесский, Ф. Литинский), диакона и двоих пономарей. 18 сентября 1811 года строительство было закончено, и храм был освящён в честь великомученицы Параскевы первым епископом Слободско-Украинским и Харьковским Христофором Сулимой.
В 1836 году был поставлен новый иконостас, и в этом же году был освящён по желанию жертвователей в честь Вознесения Господня.
В 1820 году настоятелем храма был священник Степан Евецкий, принимавший в храме императора Александра І, бывшего в Люботине проездом.
«По окончании литургии император был на водоосвящении при колодце, близ церкви, во дворе помещика Петровского. После водоосвящения, Государь обедал в квартире, приготовленной близ церкви. Священникам подарил 1000 рублей ассигнациями и столько же хозяину-мужику за угощение.
В память о визите Государя благодарные люботинцы в 1851 году сделали бронзовую вызолоченную большую доску, с приличною рамою, под стекло, и поставили её в церкви. На доске текст следующий: „В благодарную память, что в сем храме возносилась некогда молитва высокого помазанника Божия, Благочестивейшего Государя Императора Александра І Благословенного. Жители Люботина никогда не забудут сего Высокого посещения и передадут потомству“». До наших дней памятная табличка в целости, к сожалению, не сохранилась.

В 1843 году священником Вознесенской церкви назначен Григорий Томашевский.
В 1846 году при церкви была открыта первая в городе Люботине школа, через 20 лет земское народное училище, в 20-х годах XX века — железнодорожная семилетняя школа (сейчас общеобразовательная школа № 5).
В 1858 году вокруг церкви был возведён кирпичный забор.
В 1866 году построена колокольня. Храм стал вмещать до 5000 человек.
В 1875 году пахотной церковной земли 35 десятин 32 квадратных саженей.
В 1881 году издана книга священника Григория Томашевского «Криница духовная, или Поучение о жизни христианской».
В 1904 году за храмом закреплены хутора: Берёзовый, Медвежий, Залесный, Яловенков, Ревченко, Богданов, Нестеренков, Емельянов, Водяной, Безечетов, Коваленков. Люботинская община имела по штату двоих священников (А. Титов, И. Стефанов), диакона и двух псаломщиков. Прихожан было 7273 человека (3709 мужчин и 3564 женщины).
В 1920 году штат храма составляли двое священников (Василий Балановский и Дмитрий Капустянский) и диакон Автоном Шкоденко.
В 1921 году по постановлению городской власти храм был закрыт и осквернён. Все материальные вклады, церковная утварь и иконы отобраны. В 1920-х храм опять открыли; в 1920-х—1930-х годах Люботинский Вознесенский храм был канонично православным и относился к Харьковской и Ахтырской епархии РПЦ; священником в 1932 году был Пивоваров, Стефан Константинович, 1890 г. рождения.
В 1936 году председатель сельсовета обустроил здесь местный клуб с кружком политпросвета (политического просвещения).
В 1941—1943 годах немецкими оккупационными властями в храме была устроена конюшня, а колокольня стала одним из наблюдательных пунктов захватчиков.
В послевоенное время в храме обустроился харьковский промкомбинат, который производил вату. Около 1950 года после пожара цех закрыли.
В 1959 году был снесён купол храма, чуть позднее разобран кирпичный пол храма, пространство храма было поделено на 2 этажа.
В 1952—1990 годах храм использовали и под маслобойню, и под живодёрню.
Возле храма было небольшое кладбище, ныне полностью разрушенное и разграбленное. До наших дней сохранилось надгробие отставного профессора Петровской сельскохозяйственной академии А. Н. Шишкина (умер 6 мая 1898 года.)
В 1993 году решением исполкома храм был возвращён верующим, которые, не имея возможности полностью его отремонтировать, привели в нормальное состояние его западную часть, где и начались богослужения. В 1998 году начаты работы по реставрации храма. Был перенесён туалет с места захоронения, разобраны уродующие храм пристройки и котельная. В 2001 году установлен крест на купол.
7 июля 2010 года в праздник рождества Иоанна Предтечи викарий Харьковской епархии архиепископ Онуфрий (Лёгкий) совершил освящение храма.
11 сентября 2012 года в день Усекновения главы Пророка, Предтечи и Крестителя Господня Иоанна архиепископ Онуфрий после литургии освятил новые колокола перед их установкой на колокольню.

## Архитектура
Центрально-купольное однонефное крестовое здание Вознесенского храма представляет собой кирпичное оштукатуренное здание с двухъярусной колокольней над притвором и граненой апсидой на востоке, отличительной особенность которого является массивный ризалит центрального фасада, выступающий своим размерами за линию вытянутого объёма нефа.
Из внешнего декора (внутренний не сохранился) церкви стоит отметить визуальное членение пространства стен вертикального лопатками и горизонтального межъярусным карнизом, профилированные оконные ниши арочные на первом ярусе и прямоугольные — на втором, объемные наличники порталов окон и дверей центрального фасада, высокий восьмигранный световой барабан со шлемовидным завершением и изящные фронтоны колокольни увенчанные высоким шатром с маковкой.

## Церковная школа
В 1846 г. при церкви была открыта первая школа.
В 1904 г. в церковно-приходской школе обучаются 27 мальчиков и 6 девочек.
И две земские школы, в них «учащихся 400 душ обоего пола».
При храме в 1904 г. существует библиотека.

## Духовенство и клир

### Священники
- 1696—1716 — священник Михаил Луткевич.
- священник Симеон Литкевич.
- 1792 — около 1810 — священник Феодор Литинский.
- 1810—1811 — священник Р. Залесский.
- 1811 — священник Стефан Евецкий, служил около 29 лет. Принимал императора Александра І.
- священник Венедикт Ястремский, служил около 12 лет.
- 1843 — священник Григорий Томашевский. При храме был до 1887 года.
- 1861 — протоиерей Кирилл Аксененков. При храме был до 8 апреля 1864 года.
- Со 2 февраля 1872 — священник Алексей Титов. При храме до 1906 года.
- 1877 — священник Павел Лобковский. 1898 г. — стал протоиереем. При храме до около 1898 г.
- 1900 — священник Иоанн Стефанов. 1903 г. стал протоиереем.
- 1924 — священник Василий Балановский. При храме до около 1925 г.
- священник Петр Стефанов.
- священник Никифор Тыжненко.
- священник Стефан Пивоваров (1930-е), 1890 г. рождения[3] Год ареста — 1937. Тюрьмы: Холодногорский централ (1937—1937); Сибирь — 1937; кончина в заключении около 1940 года; на указание властей объявить людям, что Бога нет, категорически отказался: « Я этого говорить не буду, делайте со мной что хотите.»
- 1977—1978 — протоиерей Петр Пилипчук.
- 1994 — иерей Вадим Викторович.
- 1996 — протоиерей Николай Куценко.
- 1997 — протоиерей Ярослав Сушняк.
- 1997 — протоиерей Иоанн Зеленский. При храме до кончины в 2019 году.
- 2019 - иерей Иоанн Сушняк[источник не указан 596 дней].

### Диаконы
- 1804 г. диакон Никита Стефановский.
- 1804 г. диакон Самуил Литкевич.
- 1824 г. диакон Иоанн Збукарев.
- 1896 г. диакон Петр Синявин. При храме до 1904 г.
- 1905 г. диакон Иоанн Ходаковский. При храме до 1909 г.
- 1912 г. диакон Иаков Андреенков.
- 1914 г. диакон Иаков Левитский.
- 1925 г. диакон Автоном Шкоденко
- 1933 г. иеродиакон Андрей (Шкоденко)

### Псаломщики
- 1888 г. Т. Бутковский.
- 1897 г. Григорий Торанский.
- 1897 г. Дмитрий Капустянский. 1914 г. — посвящен в стихарь. Послужил на должности около 49 лет.
- 1906 г. Василий Носов.

### Церковные старосты
- 1903 г. Савелий Бутенко.
- 1907—1912 гг. Никита Макаренко.
- 1913 г. Авраам Тыжненко.
- 1925 г. Тихон Набок.
- 1927 г. Григорий Гахов.

## Приход
- 1724 г.: число прихожан — 1602 человека (842 муж. и 760 жен.).
- 1770 г.: число прихожан — 2549 человек (1323 муж. и 1226 жен.).
- 1790 г.: число прихожан — 3004 человека (1508 муж. и 1496 жен.).
- 1800 г.: число прихожан — 3210 человек (1600 муж. и 1610 жен.).
- 1830 г.: число прихожан — 4241 человек (2068 муж. и 2173 жен.).
- 1904 г.: число прихожан — 7273 человека (3709 муж. и 3564 жен.).

## Святыни храма
- Люботинская икона Божией Матери — 3 сентября 2019 состоялось прославление новоявленного образа Божией Матери «Люботинская», в Вознесенском храме в города Люботин.
- Икона с частичкой мощей святителя Иоасафа Белгородского.
- Икона с частичкой мощей преподобного Гавриила Афонского.
- Икона великомученика Пантелеимона.
- Милующая икона Божией Матери.